# Ромрод
Ромрод (њем. Romrod) град је у њемачкој савезној држави Хесен. Једно је од 19 општинских средишта округа Фогелсберг. Према процјени из 2010. у граду је живјело 2.920 становника. Посједује регионалну шифру (AGS) 6535014.

## Географски и демографски подаци
Ромрод се налази у савезној држави Хесен у округу Фогелсберг. Град се налази на надморској висини од 334 метра. Површина општине износи 54,4 km². У самом граду је, према процјени из 2010. године, живјело 2.920 становника. Просјечна густина становништва износи 54 становника/km².

## Међународна сарадња
| Мјесто | Држава    | Врста сарадње | Од    |
| ------ | --------- | ------------- | ----- |
|        | Француска | партнерство   | 1990. |
| Извор  |           |               |       |